# Dmitrij Iwanowski
Dmitrij Iosifowicz Iwanowski (ros. Дмитрий Иосифович Ивановский; ur. 28 października?/9 listopada 1864, zm. 20 kwietnia 1920) – botanik i mikrobiolog rosyjski, odkrywca wirusów. Był profesorem uniwersytetu w Warszawie, a po jego ewakuacji w 1914 w Rostowie.
Wykazał przenikanie wirusów mozaiki tytoniowej przez porcelanowe sączki bakteryjne.